# 2019년 바타네스 지진
2019년 바타네스 지진은 2019년 7월 26일 필리핀 바탄 제도 이트바야트섬에서 일어난 규모 M6.0의 지진이다. 지진 직전 M5.4의 전진이 있었다. 지진으로 9명이 사망하고 60명이 부상을 입는 인적 피해가 일어났다.

## 같이 보기
- 2019년 루손 지진